# Tierpark Hexentanzplatz

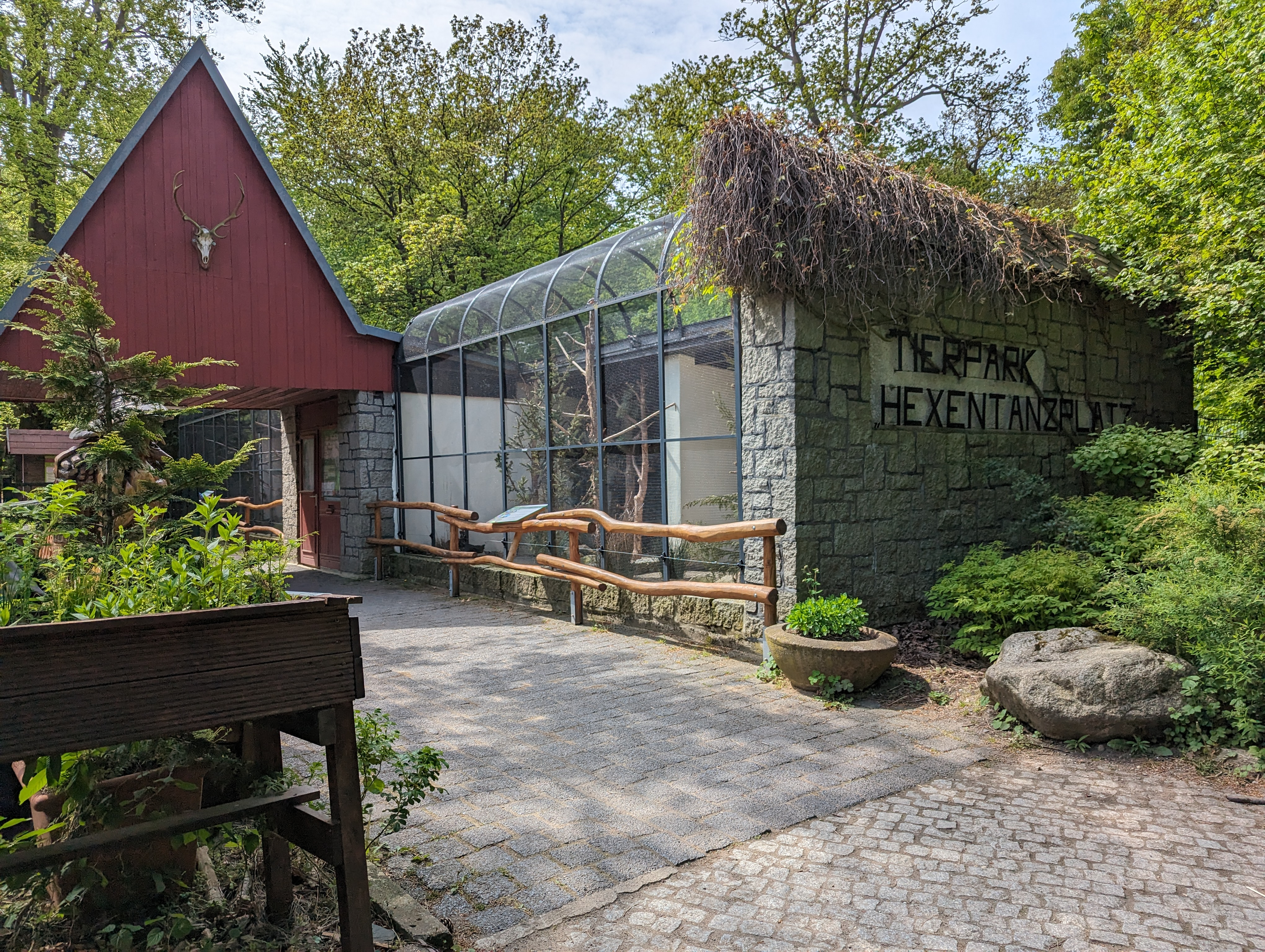
Eingang zum Tierpark Hexentanzplatz in Thale (2024)

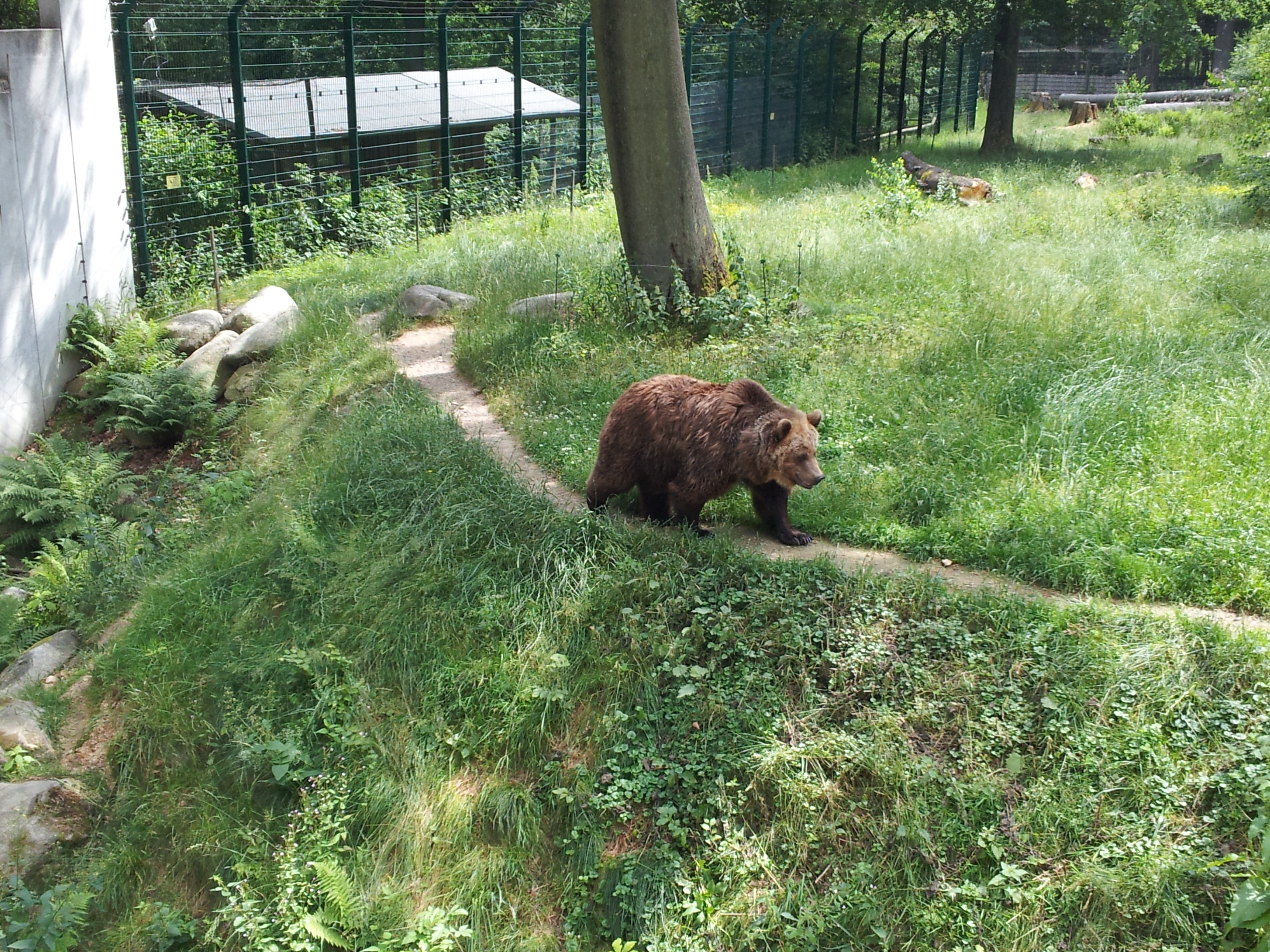
Bärenwald (2013)

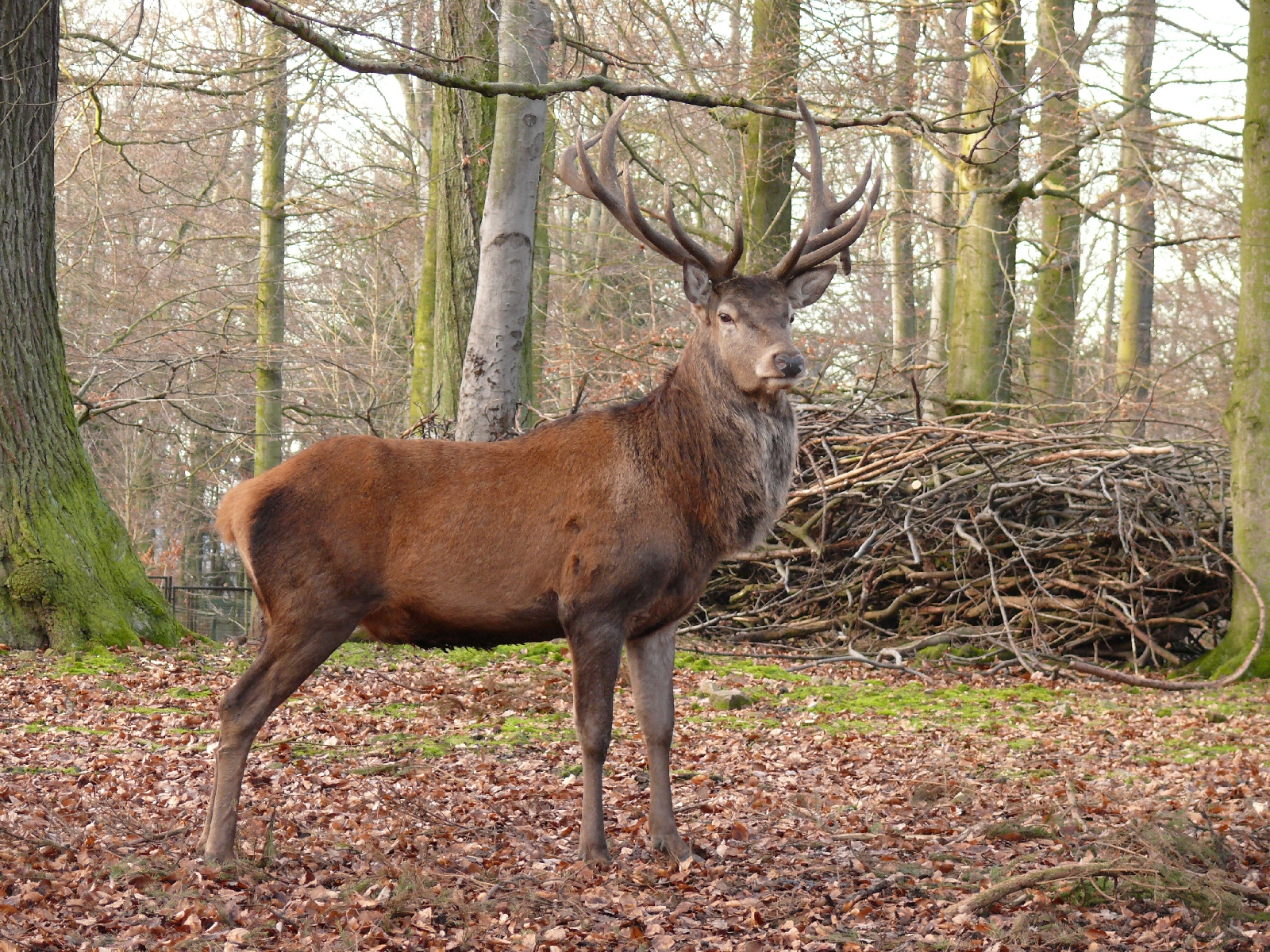
Rothirschgehege (2007)

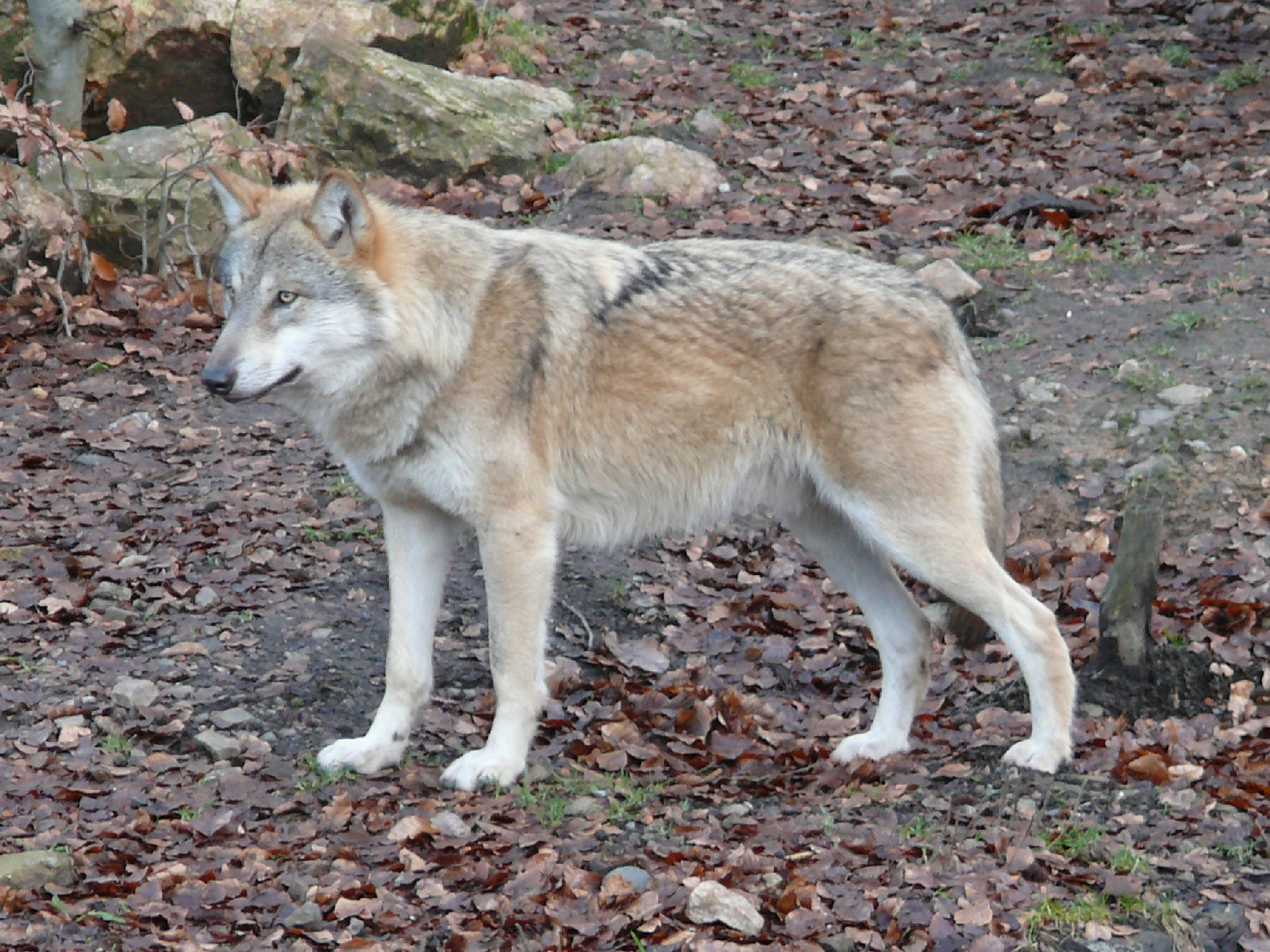
Wolfsrevier (2007)

Der Tierpark Hexentanzplatz ist der größte Tierpark im Harz. Er liegt auf dem gleichnamigen Hexentanzplatz, etwa 280 Meter hoch über dem Bodetal und  der Stadt Thale, in Sachsen-Anhalt.
Erreicht wird der Tierpark über Wanderwege und die Zufahrtsstraßen oder mit der Bodetal-Seilbahn.

## Geschichte
Der Tierpark Hexentanzplatz wurde am Nationalfeiertag der Deutschen Demokratischen Republik 1973 eröffnet. Auf der 9,5 Hektar großen Anlage, mit über 200 Jahre altem Baumbestand, leben heute über 65 heimische Wildtierarten die im Harz vorkommen. Einige dieser Tiere sind in freier Wildbahn heute nicht mehr anzutreffen. 
Die großräumig angelegten Freigehege sind weitgehend naturbelassen in die Landschaft eingebunden und bieten Rehwild, Rothirsch, Schwarzwild oder Muffelwild einen weiten Auslauf.
In meist artgerechten Volieren sind zahlreiche Eulenarten, Bussarde, Fasane und viele andere Vögel zu sehen. Einige Terrarien zeigen die kleineren Waldbewohner, wie Reptilien und Amphibien. Des Weiteren zeigt ein Schaugarten ca. 100 heimische Wildpflanzenarten.
Einmalig im Harz sind das 2001 eröffnete 3200 m² große Wolfsrevier und der 5200 m² große Bärenwald, der 2005 eröffnet wurde. Dank einer Besucherbrücke und einem erhöhten Weg können diese Raubtiere ohne störenden Zaun beobachtet werden.
Der von zwei Tieren bewohnte Luchshügel ist die jüngste Attraktion des Tierparks. Die 1100 m² große Anlage wurde im Herbst 2010 eingeweiht.
Das Hauptaugenmerk des Tierparks liegt auf dem Schutz, der Erhaltung, Nachzucht und wenn möglich, der wieder Auswilderung bestandsbedrohter Arten. Der Tierpark nimmt am Europäischen Erhaltungszuchtprogramm (EEP) für die stark bedrohten Fischotter, Seeadler und Schwarzstörche teil. Zum Auswilderungsprogramm gehören seit einigen Jahren unter anderen Wildkatzen.
Der Tierpark Hexentanzplatz bietet Patenschaften an, durch die Interessierte für einen Jahresbeitrag Pate von einem der Tiere werden. Zudem gibt es auf der Anlage eine Tierparkschule, den Kiosk Hexen-Tränke, einen Niedrigseilparcours, Abenteuerspielplatz und Figurenpark sowie eine Adventure HexenGolf Anlage, gleich neben dem Streichelzoo. Die 18-Loch Golfanlage, verfügt über eine Fläche von fast 4000 m². Adventure-Golf ist eine Art von Minigolf, die zwei Spielbahnen sind zwischen 8 und 20 Meter lang und mit starken Geländeverformungen versehen. Die Hindernisse bestehen aus Sandbunkern, Wasserhindernissen und großen Findlingen. Es wurden aber auch andere Hindernisse an und in die Bahnen integriert. Dabei handelt es sich um aus Eichen geschnitzte, lebensgroße Skulpturen nach Vorlagen der Bestsellerautorin Kathrin R. Hotowetz, aus der Harzkrimi-Buchreihe „Im Schatten der Hexen“.
Alljährlich im Juli findet das „Große Tierparkfest“ statt. Dieses Fest richtet der ansässige Förderverein Tierpark Hexentanzplatz mit den Mitarbeitern des Tierparkes aus.
2001 schlossen sich der Tierpark Hexentanzplatz und das Harzer Bergtheater Thale zur Hexentanzplatz GmbH zusammen. Am 1. Januar 2013 wurde die Tochtergesellschaft der Stadt Thale zur Bodetal Tourismus GmbH umbenannt.

## Tierbestand (Auszug)
| - Braunbär - Rotwild - Damwild - Rehwild - Mufflon - Wildschwein - Wolf - Marderhund | - Waschbär - Stachelschweine - Luchs - Wildkatze - Polarfuchs - Fuchs - Dachs - Marder | - Fischotter - Auerhuhn - Birkhuhn - Rebhuhn - Seeadler - Steinadler - Wespenbussard - Mäusebussard | - Milane - Turmfalke - Wanderfalke - Fasan - Sperbereule - Habichtskauz - Uhu - Schneeeule | - Störche - Spechte - Kolkrabe - Rabenkrähe - Wachtel - Säbelschnäbler - Turteltauben - Wiedehopfe | - Haubenlerche - Dompfaff - Erlenzeisig - Grünfink - Stare - Bartmeise - Amsel - Stieglitz | - Pony - Schaf - Ziegen - Kaninchen - Meerschweinchen - Reptilien - Amphibien |

Heute leben ca. 350 Tiere in 65 Arten im Tierpark Hexentanzplatz. Jedes Jahr gibt es im Tierpark Nachwuchs so unter anderen im Januar 2025 ein Braunbärmädchen und einen Braunbärjungen.